# Tô Saindo
Tô Saindo, é o primeiro single da cantora e compositora brasileira Ana Carolina.